# Морской музей Финляндии
Морской музей Финляндии (фин. Suomen merimuseo) — учреждение культуры Финляндии. Расположен в Морском центре Велламо, город Котка, и включает в себя ледокол Tarmo и плавучий маяк Kemi, открытые для посещения.
Является частью Национального музея Финляндии.
Миссия музея заключается в сборе и распространении информации об истории финского морского судоходства.

## Экспозиция
Коллекция артефактов музея включает в себя более 16 000 экспонатов, коллекцию изображений из 37 000 фотографий, 150 метров полок документов и 8 000 карт и чертежей. Фотографии поддерживаются Агентством по охране культурного наследия Финляндии. Музей также располагает обширной библиотекой по истории мореплавания. Оборудованы специальные места, где посетители могут, например, завязывать морские узлы, отправлять сообщения с помощью сигнальных флагов или знакомиться с частями парусного судна.
В экспозиции музея находятся ростр и пушки, поднятые с русского гребного фрегата «Святой Николай», затонувшего в ходе Второго Роченсальмского сражения 28—29 июня (9—10 июля) 1790 года вблизи Котки.
Паровой ледокол «Тармо» был построен в 1907 году в Англии, считается самым старым ледоколом в мире. Для осмотра открыты капитанский мостик, каюты экипажа, машинное отделение. Доступ на судно открыт с середины мая по начало сентября (расписание работы можно уточнить на сайте Морского центра «Велламо»).

## История
Музей был открыт для публики в 1981 году, но сбор материалов начался ещё в начале 1900-х годов, когда консул Гёста Сундман и другие пожертвовали различные предметы. Музей был размещен в Велламо в Котке по решению Министерства образования и культуры в 2003 году.
С 2008 года открыт как музей ледокол «Тармо».
Морской музей Финляндии был номинирован на звание Европейского музея года 2013 года.